# Ismail Silaj
Ismail Silaj –en ucraniano, Ісмаїл Сіллах– (Zaporiyia, URSS, 9 de febrero de 1985) es un deportista ucraniano que compitió en boxeo.
Ganó una medalla de plata en el Campeonato Mundial de Boxeo Aficionado de 2005 y una medalla de plata en el Campeonato Europeo de Boxeo Aficionado de 2006.
En julio de 2008 disputó su primera pelea como profesional. En su carrera profesional tuvo en total 34 combates, con un registro de 27 victorias y 7 derrotas.

## Palmarés internacional
| Campeonato Mundial | Campeonato Mundial | Campeonato Mundial | Campeonato Mundial |
| Año                | Lugar              | Medalla            | Categoría          |
| ------------------ | ------------------ | ------------------ | ------------------ |
| 2005               | Mianyang (China)   | Medalla de plata   | 75 kg              |
| Campeonato Europeo |                    |                    |                    |
| Año                | Lugar              | Medalla            | Categoría          |
| 2006               | Plovdiv (Bulgaria) | Medalla de plata   | 81 kg              |